# Selbstwechselwirkende Dunkle Materie
Bei selbstwechselwirkender Dunkler Materie (englisch self-interacting dark matter, abgekürzt SIDM) handelt es sich um eine Alternative zu dem Standardmodell der kalten Dunklen Materie (CDM).
Für SIDM wird angenommen, dass die Dunkle Materie (DM) aus Elementarteilchen besteht, die miteinander nicht nur gravitativ, sondern noch durch eine weitere Kraft wechselwirken. Unerheblich ist, ob es eine Wechselwirkung mit baryonischer Materie, bzw. Teilchen des Standardmodells gibt. Entsprechend handelt es sich bei SIDM um einen Sammelbegriff für verschiedene Teilchenphysikmodelle für Dunkle Materie. SIDM ist aus astrophysikalischer Perspektive interessant, da sie Probleme des ΛCDM-Modells auf kosmologisch kleinen Skalen lösen oder zumindest abmildern kann und damit Beobachtungen potentiell besser erklären kann als CDM.
Dunkle Materie mit Selbstwechselwirkung wurde von David N. Spergel und Paul J. Steinhardt vorgeschlagen, um das Core-Cusp-Problem und das Missing-Satellites-Problem zu lösen. Nach dem heutigen Stand der Forschung ist es aber zweifelhaft, ob es überhaupt ein Missing-Satellites-Problem gibt, also ob es wirklich weniger Satellitengalaxien gibt als von CDM vorhersagt. Im Gegenteil könnte es sogar sein, dass mehr Satelliten existieren. Es gibt noch weitere Probleme auf kosmologisch kleinen Skalen, die SIDM interessant erscheinen lassen, dazu gehört das Diversity-Problem (das die Verteilung von Rotationskurven von Galaxien betrifft) sowie das Too-big-to-fail-Problem (dass auch zu wenig große Satellitengalaxien beobachtet werden, deren Fehlen nicht durch andere (nicht-SDIM) Lösungen des Missing-Satellites-Problems erklärt werden kann).
Es existiert eine Reihe von Teilchenmodellen für SIDM, hierzu zählen Self-coupled scalar Modelle, Light mediator Modelle, Strongly interacting dark matter, Dark atoms, sowie SIDM Modelle mit einem Anregungszustand. In der Forschung wurde bisher vor allem die Phänomenologie von Modellen mit einem isotropen Wechselwirkungsquerschnitt, der von der Relativgeschwindigkeit der Streupartner unabhängig ist, untersucht. Hierbei war häufig das Ziel herauszufinden, wie stark die Selbstwechselwirkung sein muss bzw. sein darf, um astronomische Beobachtungen erklären zu können. Um den totalen Wechselwirkungsquerschnitt zu bestimmen bzw. den Bereich, der aufgrund von Beobachtungen erlaubt ist, einzugrenzen, werden unter anderem die Dichteprofile oder Rotationskurven von DM Halos verwendet. Die Streuung zwischen den DM-Teilchen kann zu einer geringeren Dichte im Zentrum eines Halos führen. Die Selbstwechselwirkung bewirkt einem Wärmetransport ins Zentrum des Halos, womit dort die Geschwindigkeitsdispersion zunimmt und die Dichte abfällt. Dieser Prozess ist auch von Kugelsternhaufen bekannt, allerdings in diesem Fall durch die Gravitation bedingt. Wie stark dieser Effekt für SIDM Halos ist, hängt davon ab, wie stark die Selbstwechselwirkung ist.

## Beobachtungen
Es gibt eine Reihe von Beobachtungen, die verwendet werden, um obere Schranken für die Stärke der Selbstwechselwirkung von DM zu finden. Von Interesse sind Beobachtungen, die Rückschlüsse auf die Massenverteilung in DM Halos zulassen. Eine Selbstwechselwirkung von DM würde Energie in die Zentren der DM Halos transportieren und dies hätte zur Folge, dass sich die Dichte im Zentrum der Halos reduziert. Bei Galaxien kann die Dichteverteilung durch das Messen von Rotationskurven ermittelt werden und so wiederum Rückschlüsse auf die Stärke einer möglichen Selbstwechselwirkung von DM gezogen werden. Bei Galaxienhaufen hingegen werden Beobachtungen mittels des starken Gravitationslinseneffekts verwendet, um die Dichte in Nähe des Zentrums zu untersuchen. Solche Beobachtungen weisen darauf hin, dass die Selbstwechselwirkung in massereichen Systemen wie Galaxienhaufen schwächer sein sollte als in masseärmeren Systemen wie Zwerggalaxien. Dies könnte mithilfe eines geschwindigkeitsabhängigen Wechselwirkungsquerschnitts erklärt werden.
Auch von Interesse sind Verschmelzungen von Galaxienhaufen wie dem Bullet Cluster. Wenn zwei Galaxienhaufen durcheinander hindurchfliegen kann die DM durch die Selbstwechselwirkung abgebremst werden, wohingegen die Galaxien davon nicht beeinflusst sind. Folglich kann es zu einem Versatz zwischen der DM und den Galaxien kommen, etwas, was man nicht erwarten würde, wenn DM kollisionsfrei ist. Wie groß der Versatz ist, hängt stark davon ab, wie anisotrop der differentielle Wechselwirkungsquerschnitt ist.

## Modellierung
Um den Einfluss auf von SIDM auf astrophysikalische Systeme wie Galaxien und Galaxienhaufen oder auch deren Verschmelzung zu modellieren, gibt es verschiedenen Methoden. Einige davon beruhen auf vereinfachenden Annahmen, sodass sie für nichtlineare Probleme wie die Verschmelzung von Galaxien oder die kosmologische Strukturentstehung nicht anwendbar sind. Für solche Probleme kann man auf N-Körper-Simulationen zurückgreifen. Die heute eingesetzten Verfahren, um SIDM innerhalb einer N-Körper-Simulation zu beschreiben, gehen fast alle auf ein numerisches Schema, das von Andreas Burkert entwickelt wurde, zurück. Um die Streuung der DM Teilchen zu simulieren, interagieren die numerischen Auflösungselemente miteinander analog zu der Streuung von den physikalischen Teilchen. Dieses Verfahren ist allerdings kaum noch anwendbar, wenn der Wechselwirkungsquerschnitt sehr anisotrop ist (insbesondere, wenn der totale Wechselwirkungsquerschnitt divergiert), da dann sehr viele Interaktionen simuliert werden müssten. Für solche DM Modelle, die auch als häufig selbstwechselwirkende Dunkle Materie bezeichnet werden, wurde ein eigenes Verfahren entwickelt.